# Here Alone
Here Alone è un brano musicale della cantante giapponese j-pop Beni Arashiro, pubblicato come terzo singolo estratto dall'album Beni il 25 novembre 2004. Il singolo ha raggiunto la quattordicesima posizione della classifica Oricon dei singoli più venduti in Giappone, vendendo 35 115 copie. Il brano è stato utilizzato come sigla di chiusura del drama Kurokawa no Techo.

## Tracce
CD Singolo AVCD-30673
1. Here alone
2. Song for love
3. I saw Mommy kissing Santa Claus
4. Here alone (Instrumental)
5. Song for love (Instrumental)

Durata totale: 21:25

## Classifiche
| Classifica (2004) | Posizione più alta |
| ----------------- | ------------------ |
| Giappone (Oricon) | 14                 |